# Vlastimir Jovanović
Vlastimir Jovanović (ur. 3 kwietnia 1985 w Doboju) – bośniacki piłkarz, mający polskie obywatelstwo występujący na pozycji defensywnego pomocnika w klubie Bruk-Bet Termalica Nieciecza, reprezentant kraju.

## Kariera klubowa
Vlastimir Jovanović rozpoczynał piłkarską karierę w FK Sloga Doboj, w którym występował w sezonie 2005/2006. W 2006 roku został piłkarzem FK Slavija Sarajewo. Barwy tego klubu reprezentował przez następne cztery lata i był jego podstawowym zawodnikiem; strzelił także sześć goli w Premijer liga. Wraz z bośniackim zespołem występował ponadto w rozgrywkach Pucharu Intertoto (cztery mecze i jedna bramka). W lipcu 2009 roku związał się umową z tureckim Vestel Manisaspor, lecz nie rozegrał w nim żadnego spotkania i szybko wrócił do FK Slavija. 22 lipca 2010 roku podpisał trzyletni kontrakt z Koroną Kielce. Zadebiutował w niej 7 sierpnia tego roku w zremisowanym meczu z Zagłębiem Lubin (1:1). W sezonie 2010/2011 był podstawowym graczem kieleckiego klubu, zdobył także jednego gola – w przegranym pojedynku z Lechią Gdańsk.

## Reprezentacja
W reprezentacji Bośni i Hercegowiny Jovanović zadebiutował 30 stycznia 2008 roku w przegranym spotkaniu z Japonią (0:3), które odbyło się w Tokio. Zagrał w nim od pierwszych minut, a po przerwie został zastąpiony przez Amera Jugo. W czerwcu 2008 roku wystąpił w pojedynku z Azerbejdżanem, a rok później w meczu z Uzbekistanem.